# 沈沙高速动车组列车
沈沙高速动车组列车是中国铁路运行于辽宁省省会沈阳市沈阳站至湖南省省会长沙市长沙南站的高速动车组列车，自2018年7月1日起开行，客运里程2348公里，途经辽宁省、河北省、天津市、河南省、湖北省、湖南省五省一市，列车客运乘务由沈阳局集团沈阳客运段担任。其中沈阳站至长沙南站运行12小时45分，使用车次为G1218/1215次；长沙南站至沈阳站运行12小时59分，使用车次为G1216/1217次。

## 历史
2018年7月1日，广州局集团增开沈阳~长沙南G1218/1215、G1216/1217次列车。
2025年7月1日，G1218/1215、G1216/1217次列车由广州局集团改由沈阳局集团担当。

## 使用列车
G1218/1215、G1216/1217次列车使用配属于沈阳局集团沈阳南动车运用所的CRH380BG。